# Benoît Cosnefroy
Benoît Cosnefroy, nascido a 17 de outubro de 1995 em Cherbourg, é um ciclista francês, membro da equipa AG2R La Mondiale.

## Palmarés
2016
- 1 etapa da Boucle de l'Artois

2017
- 1 etapa do Rhône-Alpes Isère Tour
- 2º no Campeonato Europeu em Estrada sub-23
- Grande Prêmio de Isbergues
- Campeonato Mundial em Estrada sub-23  [1]

2019
- Paris-Camembert
- Grande Prêmio de Plumelec-Morbihan
- Polynormande
- Tour de Limusino, mais 1 etapa

## Resultados nas Grandes Voltas e Campeonatos do Mundo
| Carreira           | 2017 | 2018 | 2019 |
| ------------------ | ---- | ---- | ---- |
| Giro d'Italia      | -    | -    | -    |
| Tour de France     | -    | -    | 113º |
| Volta a Espanha    | -    | -    | -    |
| Mundial em Estrada | -    | -    | 42º  |

-: não participa 

Ab.: abandono 